# 万州 (唐朝)
万州，中国古代设置的一个州，治今重庆市万州区。
唐太宗贞观八年（634年），在改浦州置万州，治所在南浦县（今重庆市万州区）。下辖南浦县、梁山县、武宁县。相当于现在重庆市万州区、梁平区。天宝、至德时一度改为南浦郡。宋朝辖境缩小。元世祖至元二十年（1283年），南浦县入万州。明太祖洪武六年（1373年），降万州为万县，1950年，分设县级万县市，1992年12月11日，撤销万县地区、万县市、万县，设立地级万县市，属四川省。1997年12月20日，撤销四川省万县市，设立重庆市万县区。1998年5月22日，将重庆市万县区更名为万州区。
唐朝万州刺史
- 周仲隐（634年—637年）
- 李无或（666年—668年）
- 乙速孤行俨（695年—697年）
- 郑爱客（武周时）
- 李谦顺（开元年间）
- 崔令钦（唐肃宗时）
- 贺若璿（唐代宗初年）
- 鲜于炅（766年）
- 李元系（大历年间）
- 张献弼（771年—773年）
- 王仙鹤（780年）
- 方启（782年）
- 韩协（784年）
- 韦士南（贞元前期）
- 史好直（794年）
- 苗拯（799年）
- 李裁（元和年间）
- 杨归厚（819年—820年）
- 李元喜（822年）
- 刘颇（823年）
- 裴某（856年）
- 卢肇（咸通末年）
- 张造（886年）
- 王宗播（896年）
- 张武（904年）
- 马冉（唐末）
- 江子建